# Pilones de Cádiz
Las Torres del tendido eléctrico de Cádiz son dos torres de alta tensión eléctrica situadas a ambos lados de la embocadura de la bahía interior de Cádiz (Andalucía, España) que permiten el tendido de cables de conducción eléctrica desde la antigua central térmica hasta la red general peninsular. Están diseñados para dos circuitos de 132 Kilovoltios, por el italiano Alberto Toscano y tienen una construcción muy poco convencional.

## Diseño

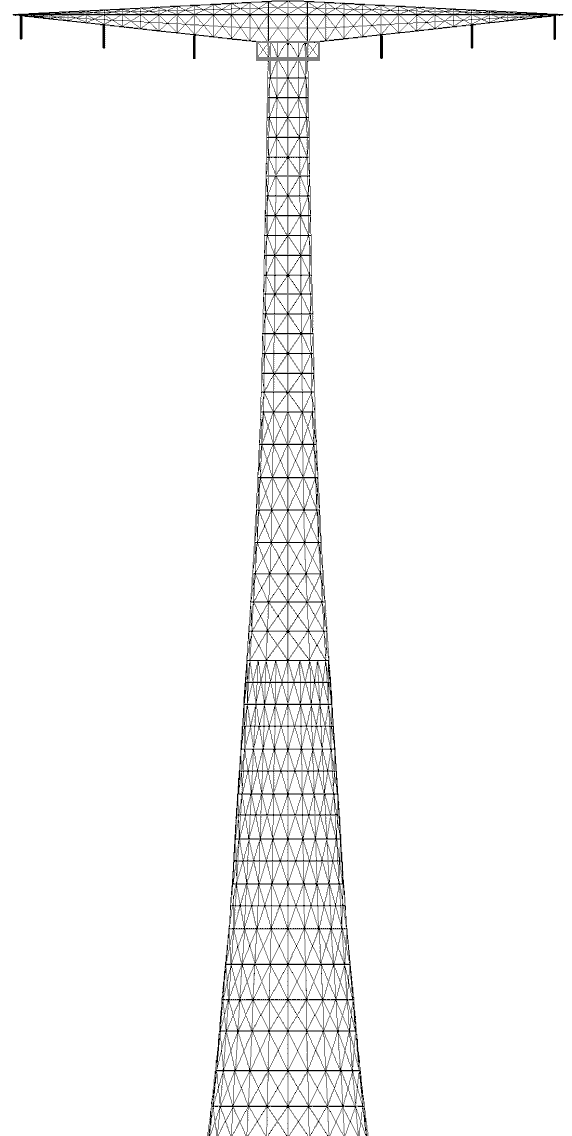
Dibujo de la estructura de las torres.

Este modo poco convencional de construcción fue elegido porque las fábricas de acero españolas en aquel entonces, cuando estas torres fueron construidas, no podían producir grandes portadores de acero, y la importación de tales portadores era imposible debido al coste tan elevado. La construcción se llevó a cabo bajo la supervisión y dirección de Remo Scalla, un amigo cercano de Alberto M. Toscano. El mismo equipo de diseño y construcción de Toscano y Scalla también unió sus fuerzas en las líneas que cruzaron el Estrecho de Mesina en Italia, que unían la península italiana y Sicilia. El proyecto de las Torres de Cádiz comenzó a finales de 1957 y concluyó en 1960.

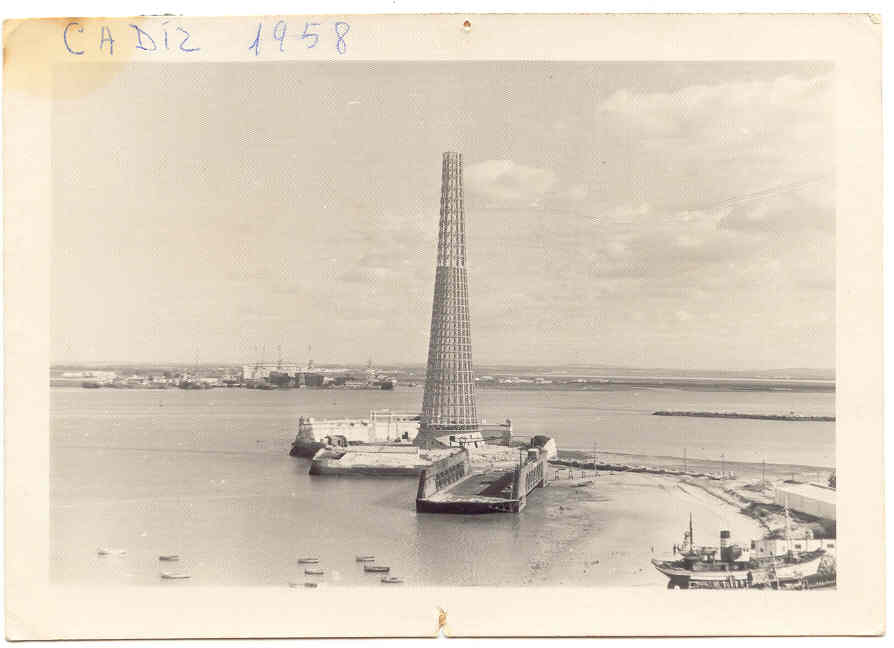
Las torres en plena construcción, 1958.
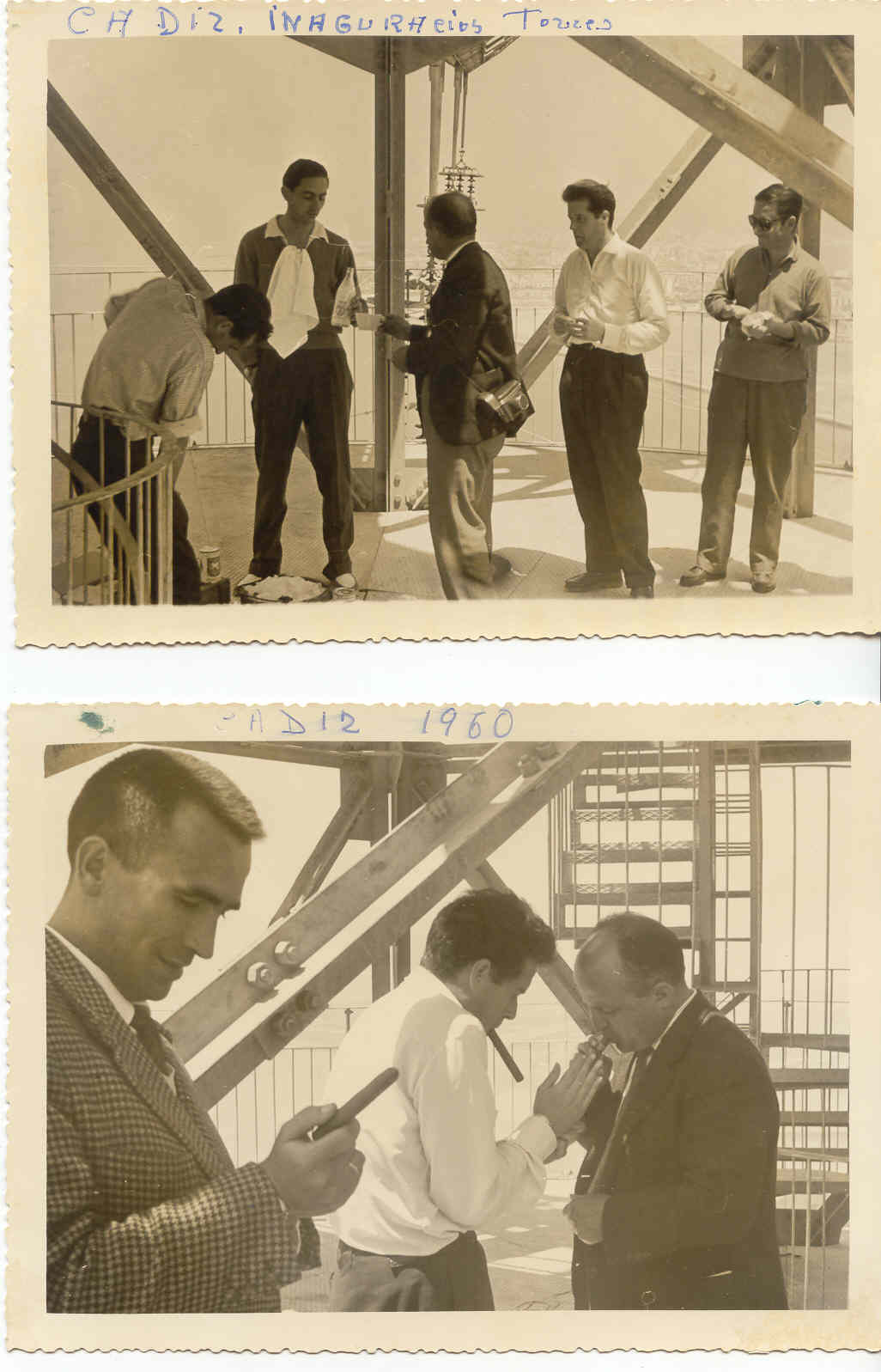
Fiesta inaugural.

## Estructura

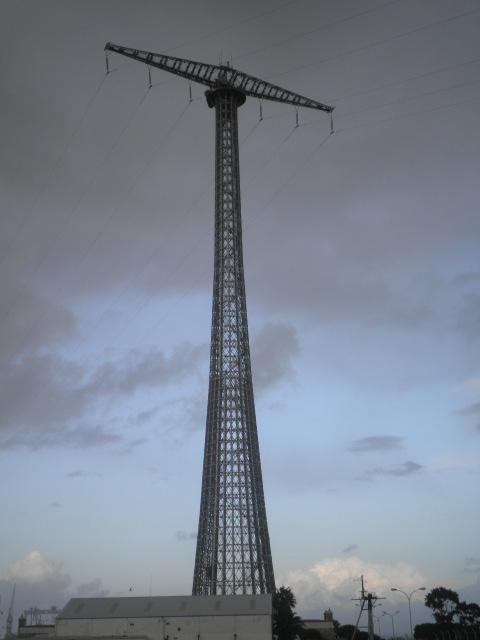
Torre de Puntales

El aspecto exterior que presentan las torres —de 156 metros de altura, la de Cádiz y de 160, la de Puerto Real—, es el de un mástil hueco de forma troncocónica cuyos perfiles dibujan una suave curvatura desde la cúspide, de 6 metros de diámetro, hasta la base, de 20,7 metros. Descansan sobre un basamento de hormigón armado y precomprimido y se coronan por un travesaño de perfil romboidal que sostiene el cableado de alta tensión que corre de torre a torre. 

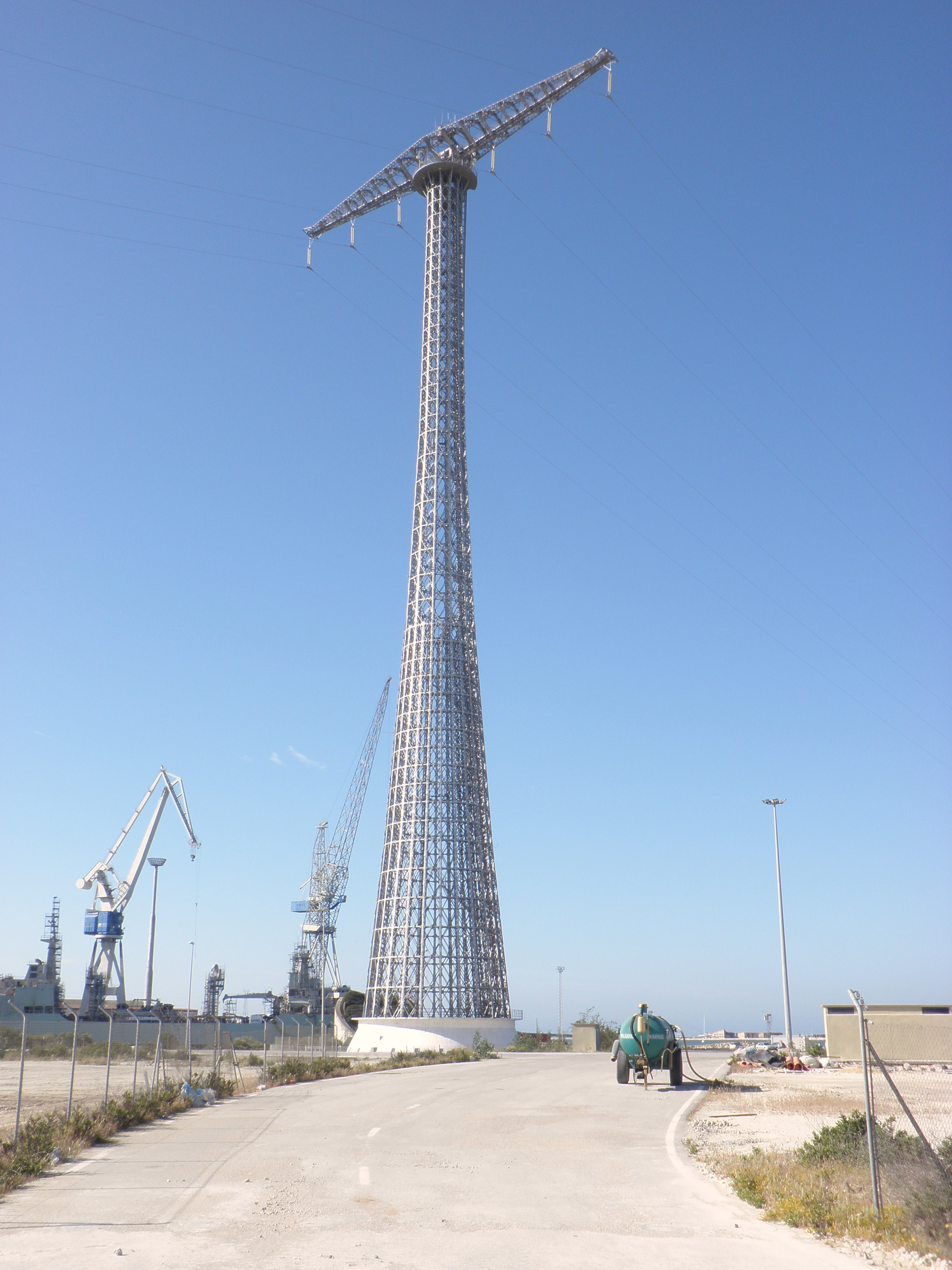
Torre de Matagorda

 Están construidas con un ensamblaje de piezas metálicas galvanizadas que dibujan a partir de líneas verticales, horizontales y diagonales, una retícula de rombos inscritos en rectángulos. En el interior, una escalera helicoidal recorre todo el mástil permitiendo ascender al travesaño superior. Cuando se completó el proyecto fueron adquiridas por el Instituto Nacional de Industria. La torre está construida con 90 849 tornillos. Los cables están en Puntales a una altura de 141,35 m. y en Matagorda a 139,796 m. y en la parte más baja a 50. La longitud de la cruceta es de 70 m. La separación entre cables es de 12 m. La dimensión máxima de la base es de 20,75 metros. En total cada torre pesa 510 toneladas, 50 de ellas concentradas en la cruceta. La superficie total de pintura es de unos 19 000 metros cuadrados.
Una torre eléctrica de diseño similar (hiperboloide de revolución) es la torre de Shújov en el río Oká, en Rusia.